# ميغان ستالتر
ميغان ماري ستالتر (من مواليد 1990) هي ممثلة أمريكية كوميدية.
اشتهرت ستالتر بدورها كـ كايلا في المسلسل الكوميدي هاكس على ماكس (خدمة بث).

## وقت مبكر من الحياة
وُلدت ستالتر في كليفلاند، حيث عاشت حتى سن الثانية عشرة.
ثم انتقلت مع عائلتها، وعاشت في دايتون، وهوبر هايتس، وسنترفيل، أوهايو. نشأت في كنيسة الخمسينية.
التحقت ستالتر بمدرسة واين الثانوية، حيث كانت جزءًا من نادي الدراما، وحاولت التمثيل في جميع المسرحيات، لكنها لم تحصل على الدور الرئيسي.
بعد تخرجها من المدرسة الثانوية، التحقت ستالتر بكلية سنكلير المجتمعية، ثم بجامعة رايت ستيت، لكنها غادرت لتجرب التمثيل مرة أخرى.
بدأت في التمثيل الكوميدي الارتجالي في دايتون، وانتقلت إلى شيكاغو بعد ذلك بوقت قصير لتتفرغ للكوميديا.
غالبًا ما تتعاون ستالتر مع شقيقها نيك وزوجته ديستني.

## حياة مهنية
بدأت ستالتر بالارتجال في أوائل العشرينيات من عمرها في أوهايو. تقول ستالتر: "كنتُ سيئةً للغاية. طلب مني رجلٌ في مسرح أوهايو التوقف عن المشاركة في العرض، وكانت أوهايو مُحقة تمامًا".
بعد عام، انتقلت إلى شيكاغو حيث بدأت تشق طريقها في عالم الكوميديا.
كما بدأت بنشر مقاطع فيديو على الإنترنت عام ٢٠١٨، لما أصبح يُعرف لاحقًا باسم عرض "ميغان ستالتر".
في عام ٢٠١٩، انتقلت ستالتر إلى نيويورك وحصلت على مدير مواهب.
سرعان ما صنعت لنفسها اسمًا في عالم الكوميديا البديلة، حيث كانت غالبًا ما تُقدم عروضًا لأكثر من ثلاث ليالٍ أسبوعيًا في أنحاء بروكلين.
أطلقت مجلة نيويورك على ستالتر لقب واحدة من "الممثلين الكوميديين الذين يجب أن تعرفهم في عام 2019"، وفي عام 2020، أعلن ناقد صحيفة نيويورك تايمز جيسون زينومان أنها "أحدث نجمة كوميدية"، وكتب: "في النظام البيئي المتغير باستمرار للفنانين الشباب على تويتر وإنستغرام، فإن الصوت الأكثر حيوية للظهور خلال هذه اللحظة المقلقة والمعزولة هو صوت ميج ستالتر".
خلال الوباء، ارتجلت كشخصيات مختلفة في العروض الليلية على إنستغرام لايف، مما رفع مكانتها بسرعة.
قارنت صحيفة لوس أنجلوس تايمز ستالتر بفنانين كوميديين آخرين يوزعون أنفسهم مثل كول إسكولا وزيوي.
في عام ٢٠١٩، انضمت إلى فريق التمثيل والكتابة في النسخة الجديدة من برنامج "ذا ناشيونال لامبون راديو آور".
وهي أيضًا مقدمة مسلسل "ذا ميغان ستالتر شو" على الإنترنت، وبودكاست "فوريفر دوغ" "كونفرتينغ ديمونز" مع ميغان ستالتر.
أدت صوت بوني ديفيس في مسلسل "تونينغ آوت ذا نيوز" الأصلي على باراماونت+، ولعبت دور كايلا في المسلسل الكوميدي "هاكس" على إتش بي أو ماكس.
وصفت صحيفة لوس أنجلوس تايمز الدور الأخير بأنه "مساعدة هوليوودية غافلة، مليئة بالثقة بالنفس، لكنها تفتقر تمامًا إلى الوعي الذاتي"، وهو دورها الرائد.
في عام ٢٠٢٣، انضمت إلى فريق تمثيل فيلم "ذا تريجر أوف فوجي ماونتن"، حيث لعبت دور حارسة الحديقة ليزا، إلى جانب إكس مايو.

## الحياة الشخصية
ستالتر تعيش في لوس أنجلوس. وهي ثنائية الميول الجنسية. 

## فيلموغرافيا

### فيلم
| سنة  | عنوان                              | دور               | ملحوظات |
| ---- | ---------------------------------- | ----------------- | ------- |
| 2020 | ملكة جمال أوهايو الصغيرة           | شخصيات مختلفة     | [ 15 ]  |
| 2021 | النجم المتقاطع: الفيلم             | سائق معدات السرقة |         |
| 2023 | أحيانًا أفكر في الموت               | إيزوبيل           |         |
| 2023 | كورا بورا                          | كورا              |         |
| 2023 | مشكلة                              | ليلي              |         |
| 2023 | أول مخرجة أنثى                     | دافينا            |         |
| 2023 | من فضلك لا تدمر: كنز الجبل الضبابي | ليزا              |         |
| 2024 | عيد ميلاد هراء مع سابرينا كاربنتر  | صديقة سابرينا     | [ 16 ]  |

### تلفزيون
| سنة           | عنوان                                                | دور              | ملحوظات                                           |
| ------------- | ---------------------------------------------------- | ---------------- | ------------------------------------------------- |
| 2020–2021     | نشر الأخبار                                          | بوني ديفيس (صوت) | 31 حلقة                                           |
| 2021          | كرانك يانكرز                                         | متزلجة مائية     | الحلقة: "برايان بوسن، كيفن نيلون، كوينتا برونسون" |
| 2021          | المغادرون سنويًا                                      | الذات            | كوميديا خاصة                                      |
| 2021–حتى الآن | الاختراقات                                           | كايلا شايفر      | 26 حلقة                                           |
| 2022          | وجبة خفيفة مقابل الشيف                               | الذات            | يستضيف                                            |
| 2022          | المثليون كشعب                                        | ميج              | الحلقة: "إشكالية"                                 |
| 2022          | الشمال العظيم                                        | جيل (صوت)        | الحلقة: "مغامرة النحلة"                           |
| 2023          | سباق السحب روبول                                     | القاضي الضيف     | الحلقة: "أصدقاء الذهب القدامى"                    |
| 2025          | رقم 1 في العائلة السعيدة بالولايات المتحدة الأمريكية | جينا (صوت)       | 6 حلقات                                           |
| 2025          | أكثر مما ينبغي                                       | جيسيكا           | 10 حلقات                                          |

### فيديوهات موسيقية
| سنة  | عنوان الأغنية     | فنان          | دور     |
| ---- | ----------------- | ------------- | ------- |
| 2021 | "الأوقات البسيطة" | كيسي ماسجريفز | المغنية |
| 2022 | "ما أريده"        | منى           | مدير    |

## روابط خارجية
- ميغان ستالتر على IMDb
- ميغان ستالتر على تويتر
- ميغان ستالتر على إنستغرام